# William Gear

William Gear (født 2. august 1915 i Methil (Skotland), død 27. februar 1997 i Birmingham) var en skotsk kunstmaler.
Fra 1932 til 1937 studerede han på kunstakademiet i Edinburgh. Efter endt uddannelse flyttede han til Paris, hvor han studerede hos Fernand Léger. Under sit ophold i Paris mødte han mange medlemmer af COBRA-bevægelsen at kende, og han tilsluttede sig gruppen og deltog i udstillinger med dem.
Hans tidlige arbejder er abstrakte ekspressionistiske, tydeligt påvirket af Paul Klee. Fra halvtredserne er hans arbejde mere geometrisk med store, runde former.
Fra 1964 til 1975 arbejdede han som afdelingschef på Kunstakademiet i Birmingham.